# Luigi Albera
Luigi Albera (Milano, 1910 – Horlivka, 26 gennaio 1943) è stato un militare italiano insignito della medaglia d'oro al valor militare alla memoria nel corso della seconda guerra mondiale.

## Biografia
Nacque a Milano nel 1910, figlio di Pietro e Margherita Lanzi.
Dopo aver conseguito la laurea in architettura al Politecnico di Milano, nel luglio 1932 fu arruolato nel Regio Esercito ed ammesso a frequentare la Scuola allievi ufficiali di complemento di Bra, da cui uscì con il grado sottotenente della specialità alpini nel novembre dello stesso anno. Assegnato al 1º Reggimento artiglieria da montagna fu posto in congedo nel novembre 1934. Richiamato in servizio attivo con il grado di tenente il 10 giugno 1940, presso il 2º Reggimento artiglieria da montagna, prese parte alle operazioni di guerra alla frontiera alpina occidentale contro la Francia col gruppo "Val Camonica" fino alla firma dell'armistizio di Villa Incisa. Dal 12 novembre del 1940 fu trasferito in Albania con il gruppo "Bergamo" e sul fronte greco-albanese, come ufficiale osservatore del gruppo, si distinse in azione tanto da essere proposto per una medaglia d'argento al valor militare. Promosso capitano dal l° gennaio 1942 ed assegnatogli il reparto comando del reggimento, partiva per l'Unione Sovietica sette mesi dopo, il 27 luglio, in forza alla 2ª Divisione alpina "Tridentina" assegnata all'ARMIR. Cadde in combattimento il 26 gennaio 1943 a Nikitovka, nel corso della seconda battaglia difensiva del Don, colpito da una raffica di mitra. Fu successivamente insignito della medaglia d'oro al valor militare alla memoria.